# Sigmops bathyphilus
Sigmops bathyphilus és una espècie de peix pertanyent a la família dels gonostomàtids.

## Descripció
- El mascle pot arribar a fer 15 cm de llargària màxima i la femella 20.
- Cos de color negre[5] i comprimit.
- 11-15 radis tous a l'aleta dorsal i 22-26 a l'anal.
- Té fotòfors extremadament petits, els quals comencen a desenvolupar-se en assolir 1,1 cm de llargada.[6][7][8]

## Alimentació
Menja crustacis.

## Hàbitat
És un peix marí i batipelàgic que viu entre 700 i 3.000 m de fondària i entre les latituds 66°N-35°S. No fa migracions verticals diàries.

## Distribució geogràfica
Es troba a l'Atlàntic oriental (des de 65° 30′ N, 30° 30′ W de latitud fins a Namíbia i Sud-àfrica -Cape Point-), l'Atlàntic nord-occidental (el Canadà), l'Atlàntic occidental central (entre 20°N i 5°S) i l'Atlàntic sud i el Pacífic (tots dos entre 30°S i 35°S).

## Observacions
És inofensiu per als humans.